# Esquirol de banda negra de Borneo
L'esquirol de banda negra de Borneo (Callosciurus orestes) és una espècie de rosegador de la família dels esciúrids. Viu a Indonèsia i Malàisia. Es tracta d'un animal arborícola que s'alimenta de fruita i formigues. Els seus hàbitats naturals són els boscos montans baixos i els boscos de dipterocarpàcies alts. És una espècie en risc mínim, és a dir, no sembla que hi hagi cap amenaça significativa per a la seva supervivència.